# Noirmoutier-en-l'Île
Noirmoutier-en-l'Île è un comune francese di 4 804 abitanti situato nel dipartimento della Vandea nella regione dei Paesi della Loira.
Porto e stazione balneare.

## Geografia fisica

### Territorio
La città è situata nell'omonima isola al largo della costa francese dell'Atlantico, che chiude, a sud, la baia di Bourgneuf ed è unita al continente da una fascia di terra attraversabile con la bassa marea (passaggio del Gois). L'isola, lunga 19 km, è bassa e circondata da dune.

## Storia
L'isola, abitata in epoca antichissima, ha numerosi siti archeologici preistorici; fu occupata in seguito dai Romani.
In epoca medioevale quando aveva il nome di Her l'abate San Filiberto, giunto da Jumièges, vi fondò nel 677 un monastero (Heri Monasterium - Hermoutier - Noirmoutier).
Per quasi tutto il IX secolo l'isola fu possesso dei Normanni, poi dal 1720 del duca di Borbone.

## Società

### Evoluzione demografica
Abitanti censiti

## Economia
Principali risorse sono la pesca con le industrie conserviere, l'agricoltura con le colture orticole ed il turismo.